# Corporación Financiera de Desarrollo Internacional de los Estados Unidos
La Corporación Financiera de Desarrollo Internacional de los Estados Unidos (inglés: United States International Development Finance Corporation, DFC) es una institución financiera de desarrollo y agencia del gobierno federal de los Estados Unidos. DFC invierte en proyectos de desarrollo principalmente en países de ingresos bajos y medios. Autorizada por primera vez el 5 de octubre de 2018 por la Ley BUILD, la agencia independiente se formó el 20 de diciembre de 2019 fusionando la Corporación de Inversión Privada en el Extranjero (OPIC) con la Autoridad de Crédito para el Desarrollo (DCA) de la Agencia de los Estados Unidos para el Desarrollo Internacional (USAID), así como con varias otras oficinas y fondos más pequeños.
La capacidad crediticia de DFC se utiliza para otorgar préstamos, garantías de préstamos, inversiones directas de capital y seguros contra riesgos políticos para proyectos de desarrollo liderados por el sector privado, estudios de viabilidad y asistencia técnica. DFC invierte en varios sectores, incluidos energía, atención médica, infraestructura crítica y tecnología, con prioridades declaradas de empoderamiento de las mujeres, innovación, inversión en África occidental y el hemisferio occidental, y cambio climático.

## Historia
Los esfuerzos estadounidenses de financiación del desarrollo fueron consolidados bajo la Corporación de Inversión Privada en el Extranjero (OPIC) en 1969 por el presidente Richard Nixon, transfiriendo la responsabilidad de la Agencia de los Estados Unidos para el Desarrollo Internacional (USAID). El objetivo era promover una gestión más empresarial de la política de financiación del desarrollo. En la década de 2010, la administración Obama llegó a apoyar una mayor consolidación de la financiación estadounidense para el desarrollo a la luz de la creciente inversión china en el mundo en desarrollo (particularmente a través de la Iniciativa de la Franja y la Ruta).
La administración Trump originalmente se opuso a la OPIC, y su propuesta de presupuesto para 2018 pedía la eliminación total de la OPIC, pero la defensa de algunos funcionarios de la administración, senadores y otros convencieron a la Casa Blanca de apoyar la consolidación de la OPIC y el desarrollo. financiar esfuerzos de acuerdo con las prioridades políticas del Presidente. Poco tiempo después se presentó en el Congreso la legislación pertinente, la Ley de Mejor Utilización de las Inversiones que Conducen al Desarrollo (BUILD), para establecer el DFC.

### La Ley BUILD
La Ley BUILD se presentó en la Cámara y el Senado en febrero de 2018 con un amplio apoyo bipartidista, basada en propuestas redactadas por investigadores del Centro para el Desarrollo Global. Fue aprobado por el Senado como parte de un proyecto de ley para reautorizar la Administración Federal de Aviación en una votación de 93 a 6 a principios de octubre de 2018; ya había sido aprobado en la Cámara. Fue promulgada como ley por el presidente Trump el 5 de octubre.
La preocupación por las inversiones chinas en el extranjero y la incapacidad de las instituciones financieras de desarrollo estadounidenses existentes para mantener el ritmo fue un factor importante que impulsó la aprobación de la Ley, y el establecimiento del DFC ha sido ampliamente visto como un medio para contrarrestar a China, en particular a su Iniciativa de la Franja y la Ruta.
La Ley tenía como objetivo mejorar las deficiencias en la política estadounidense de financiación del desarrollo existente, en particular las restricciones a las acciones de la OPIC. En comparación con la OPIC, la Ley BUILD facilita los requisitos de ciudadanía estadounidense para las partes de una determinada inversión realizada por la DFC; permite a la DFC mantener capital (en lugar de sólo otorgar préstamos); permite a la DFC asumir una carga de riesgo mayor que la que podría asumir la OPIC para un proyecto determinado; y permite a la DFC otorgar préstamos en monedas locales. El límite de gasto total de DFC para sus inversiones también se elevó a 60 mil millones de dólares, en comparación con 29 mil millones de dólares para la OPIC.

## Inversiones y prioridades
DFC invierte en sectores que incluyen saneamiento, infraestructura, atención médica y seguridad alimentaria. El DFC enumera la innovación, los empleos sostenibles, la protección de los trabajadores, el empoderamiento económico de las mujeres y el refuerzo de las cadenas de suministro globales como temas más amplios en sus prioridades de inversión. La DFC afirma que sus inversiones tienen como objetivo promover el desarrollo global, la política exterior estadounidense y los intereses de los contribuyentes estadounidenses.
Las iniciativas específicas de la DFC incluyen la Iniciativa de Mujeres 2X, heredada de OPIC, que se centra en empresas propiedad de mujeres y/o productos y servicios diseñados para empoderar a las mujeres. DFC ha colaborado con USAID y otras agencias estadounidenses en el programa Power Africa, que ha facilitado acuerdos en el sector energético en todo el continente, y la Iniciativa Prosper Africa, lanzada en 2018 con el objetivo de promover la inversión entre los Estados Unidos y África y comercio, contrarrestando la influencia china.

### Respuesta al COVID-19
El 14 de mayo de 2020, el presidente Trump firmó una Orden Ejecutiva que delega autoridad al director ejecutivo de DFC para otorgar préstamos a instituciones privadas para apoyar la respuesta al COVID-19 o fortalecer las cadenas de suministro relevantes. La administración Trump, a través de DFC, anunció que planeaba otorgar a Kodak un préstamo de 765 millones de dólares para fabricar ingredientes utilizados en productos farmacéuticos, con el fin de reconstruir las reservas nacionales agotadas por la pandemia de COVID-19 y reducir la dependencia de fábricas extranjeras. La financiación quedó en suspenso cuando la Comisión de Bolsa y Valores de EE. UU. comenzó a investigar acusaciones de uso de información privilegiada por parte de ejecutivos de Kodak antes del anuncio del acuerdo, y el inspector general de DFC anunció un escrutinio de los términos del préstamo. La agencia recibió críticas por el acuerdo de préstamo. La agencia ha donado millones de dólares a ApiJect Systems.

## Liderazgo
El actual director ejecutivo, Scott Nathan, fue nominado por la Administración Biden-Harris en septiembre de 2021 y confirmado en febrero de 2022.
| N.º | Director Ejecutivo       | Tenencia                                   |
| --- | ------------------------ | ------------------------------------------ |
| 1   | Adam S. Boehler          | 1 de octubre de 2019 – 20 de enero de 2021 |
| –   | Dev Jagadesan (Interino) | 20 de enero de 2021 – 9 de febrero de 2022 |
| 2   | Scott A. Nathan          | 9 de febrero de 2022 – presente            |

El puesto de director ejecutivo adjunto lo ocupó por primera vez en 2023 Nisha Desai Biswal.
| N.º | Director Ejecutivo Adjunto | Tenencia                        |
| --- | -------------------------- | ------------------------------- |
| 1   | Nisha Desai Biswal         | 14 de agosto de 2023 – presente |

## Recepción
Los comentaristas han criticado las inversiones del DFC en países de ingresos medianos altos que aparentemente están destinadas a lograr objetivos de política exterior de los Estados Unidos distintos del desarrollo internacional, describiendo estas inversiones como un avance de la misión. Scott Morris del Centro para el Desarrollo Global ha criticado las reglas presupuestarias federales que requieren que la DFC trate las inversiones de capital como gastos "sin ninguna compensación para [sus] rendimientos financieros esperados", a diferencia de los préstamos, que se presupuestan en función de en sus costos de subsidio.